# Фулуэльвен
Фу́луэльвен (Фулан; швед. Fuluälven) — река в лене Даларна в Швеции. Является притоком Вестердалэльвена. Ранее это название также использовалось для всего Вестердалэльвена. Длина реки составляет 80 километров, площадь водосборного бассейна — 882 км².
Фулуэльвен начинается восточнее населённого пункта Росбаккен. Течёт в юго-восточном направлении до Эйвалльбергета, затем поворачивает на юг. Сливаясь с рекой Йёра, образует Вестердалэльвен.